# Генерал Гривус
Гри́вус (англ. Grievous) — персонаж франшизы «Звёздные войны». Первоначально он в звании генерала успешно воевал на своей родной планете, а когда война завершилась — попал в аварию и был превращён в киборга. Его новые покровители — сепаратисты — назначили Гривуса Верховным главнокомандующим армией Конфедерации независимых систем. В ходе Войн клонов он проявил полководческий талант, одержав ряд блестящих побед. Кроме того, обученный бою на световых мечах, Гривус вступал в дуэли с джедаями и выходил из них победителем, а мечи забирал для своей коллекции. После смерти графа Дуку генерал стал официальным лидером Конфедерации, но вскоре был убит Оби-Ваном Кеноби, что положило конец войне.
Генерал был введён во франшизу в мультсериале «Войны клонов» (2003), а затем, в фильме «Звёздные войны. Эпизод III: Месть ситхов» превращён в одного из главных антагонистов. В «Войнах клонов» 2008 года актёр Мэттью Вуд придал генералу русский акцент. Гривус задумывался Джорджем Лукасом в том числе с целью показать злодея, предвещавшего преобразование Энакина Скайуокера в Дарта Вейдера: тяжёлое дыхание, тело киборга и ненависть к джедаям были узнаваемыми чертами нового персонажа.

## Биография
Кимаен джай Шилал (англ. Qymaen jai Sheelal), будущий Гривус, родился на планете Дикого пространства под названием Кали, на которой уже около сотни лет шла война между аборигенами-калишцами, к которым принадлежал Шилал, и насекомоподобными высокоразвитыми ям’рии. В эту войну, имевшей название Хакской, вступил и Шилал — уже в юном возрасте он убил столько «пришельцев», что получил известность по всей планете, став генералом. Примерно тогда же он познакомился с популярной военачальницей Рондеру лидж Каммар; вместе они провели несколько лет на фронте и по-видимому полюбили друг друга. Вскоре Каммар погибла, и Шилал от горя взял себе десять жён, родивших ему в итоге тридцать детей. Однако это не помогло избавиться ему от тоски по Рондеру, и потому он сменил себе имя на «Гривус» в знак вечного траура.
Зато военные дела пошли в гору: талант Гривуса помогал ему истреблять ям’рии тысячами, а потом и перенести войну на одну из их колоний — Товарскл, находившийся во Внешнем кольце цивилизованного пространства. Тогда ям’рии, объединившись с Торговой федерацией в лице Нута Ганрея, добились от Галактической Республики признания калишцев агрессорами. Приставы республиканского Судебного департамента и джедаи прогнали людей Гривуса обратно на Кали, а Галактический сенат ввёл санкции и наложил на планету огромную контрибуцию. На Кали пришёл голод, а вскоре туда прилетел председатель Межгалактического банковского клана Сэн Хилл, предложивший выплатить часть контрибуции в обмен на службу Гривуса. После нескольких лет службы, в 24 ДБЯ, генерал нарушил договорённость и снова попытался возобновить войну, а потому Хилл, Ганрей, эрцгерцог Джеонозиса Поггль-Младший и Дарт Тиранус подложили в его корабль бомбу. После взрыва на борту остался жив только Гривус; его перевезли на Джеонозис и сделали киборгом. Дуку обучил его всем джедайским формам боя на световых мечах, но решил держать в тени.

Генерал Гривус и Ки-Ади-Мунди в битве при Хайпори

С началом в 22 ДБЯ Войн клонов генерал воевал на Джеонозисе, а месяц спустя, после гибели Верховной главнокомандующей армией сепаратистов Сев’ранс Танн занял её место. Ещё три месяца спустя он впервые сразился с джедаями — Республика проиграла Битву при Хайпори, но на планете оставалось семеро джедаев; Гривус победил их всех, хотя Ки-Ади-Мунди, Эйла Секура, Шаак Ти и К’Крук всё же остаются в живых. В качестве награды за трупы джедаев Дарт Сидиус даёт Гривусу флот. В течение последующих трёх лет генерал истреблял джедаев, лично возглавлял атаки дроидов на планеты и совершал тысячи военных преступлений. После уничтожения республиканской медстанции Галактический сенат приговорил Гривуса к смерти. В ходе войны генерал только дважды проиграл дуэли — сначала Киту Фисто, а потом Ииту Коту, и в обоих случаях его спасли дроиды-охранники; дважды же киборг попадал в плен — к гунганам после «беседы» с Джа-Джа Бинксом, а потом — к Дарту Молу. Из плена его вытаскивал Дуку.
В 19 ДБЯ, когда ситхам стало очевидно, что война подходит к концу, Гривусу поручают совершить дерзкий налёт на Корусант и похитить Верховного канцлера Шива Палпатина. Ему это удаётся, несмотря на попытки противодействия сначала со стороны магистров Шаак Ти и Стасс Элли, а потом магистров Фисто и Мейса Винду. В последовавшей Битве над Корусантом Энакин Скайуокер и частый противник генерала по дуэлям Оби-Ван Кеноби спасают канцлера, убивают Дуку и вынуждают киборга покинуть собственный флагман. После Гривус прибывает на Утапау, где Совет сепаратистов назначает его главой Конфедерации независимых систем вместо Дуку. Но командовать ему было не суждено: вскоре база сепаратистов была обнаружена Оби-Ваном, и в последовавшем противоборстве магистру-джедаю удалось застрелить генерала.

## Создание
Работая над будущей «Атакой клонов», Джордж Лукас попросил художественный отдел «Lucasfilm» разработать образ, который он охарактеризовал как «генерал-дроид, который бы возглавлял обычных дроидов». Поскольку изначальное описание было весьма размытым, то на свет появилось огромное количество концепт-артов, изображающих будущего генерала маленьким синекожим гуманоидом (этот образ потом трансформировался в гранд-адмирала Трауна), то инопланетянином, то киборгом. Однако неопределённость запросов режиссёра и наличие главного злодея — графа Дуку — заставила отложить проект «на полку». Вернулись к нему в 2003 году, во время съёмок мультсериала «Звёздные войны: Войны клонов» — Лукас предложил снимавшему «Войны клонов» режиссёру Геннди Тартаковски взять этого недоработанного персонажа. Как вспоминал Тартаковски, Лукас сначала представил ему и его команде Гривуса как «безжалостного, способного убийцу джедаев», но позже охарактеризовал его как «одного из тех злодеев из старых B-фильмов, которые делают что-то плохое… вертят усами и затем убегают». Генерала в первом сезоне его не показали, а когда снимали последнюю серию второго, то Лукас вновь попросил ввести киборга. Причём это был уже определённо киборг: параллельно «Lucasfilm» готовился к съёмкам «Мести ситхов», и художник Уоррен Фу нарисовал устроивший создателя франшизы образ высокого полуробота-полуинопланетянина, а затем сделал тридцатисантиметровое скульптурное изображение для последующей компьютерной анимации в фильме.
Тартаковски же планировал в заключительной «Главе 20» показать столкновение джедаев с охотником за головами Дурджем, уже не раз «засветившимся» в том сезоне, но Лукас вновь настойчиво предложил показать Гривуса, и теперь, поскольку персонаж был готов, режиссёр согласился и переписал сценарий: генерал будет биться на мечах с семью джедаями в стиле, навеянном капоэйрой. Премьера главы, вводившей генерала во вселенную «Звёздных войн», состоялась 8 апреля 2004 года, а озвучил Гривуса Джон Ди Маджо. В третьем сезоне Гривус также появился, но уже эпизодически; его озвучил Ричард Макгонагал.
Продолжавшиеся съёмки «Мести ситхов» вносили свои коррективы в образ: «Industrial Light & Magic» на основе скульптуры Фу создала компьютерную модель Гривуса, появление которого на экране должно было обеспечиваться только графикой, причём эта модель стала одной из самых сложных и дорогостоящих в мире на тот момент. На роль Гривуса сначала планировался (и даже прошёл пробы) Гэри Олдмен, но как сообщил его представитель актёра газете The Guardian «Гэри был взволнован и с нетерпением ждал возможности поработать над фильмом», однако фильм создавался вне Гильдии киноактёров США, и он «из уважения и солидарности с другими членами не хотел бы нарушать правил гильдии», а потому отказался. Затем на роль рассматривались Ди Маджио и Джон Рис-Дэвис, но в конце концов утвердили Мэттью Вуда.
В ходе озвучивания Лукас заболел бронхитом, и его заинтересовала идея дать одному из героев астматический кашель. Выбор пал на Гривуса, что «должно было подчеркнуть органическую природу персонажа, а также недостатки протезирования» и напомнить зрителям о проблемах с дыханием у Дарта Вейдера, ставшими «фишкой» оригинальной трилогии; как говорил сам Джордж Лукас, «я хотел кого-то, кто напоминал бы то, чем должен стать Энакин, то есть наполовину человека, наполовину робота. В данном случае Гривус — своего рода инопланетянин на 20 % и робот на 80 %». Вуд озвучил Гривуса с кашлем, но в качестве шутки в отдельные кадры добавлялись записи кашля у ещё больного Лукаса. Чтобы как-то объяснить болезненность Гривуса в фильме по сравнению со «здоровым» Гривусом из «Войн клонов» в конце третьего сезона мультсериала была добавлена сцена, в которой Мейс Винду с помощью Силы ломает ему корпус, из-за чего киборг и начинает кашлять. Незадолго до премьеры фильма, 16 марта 2005 года, издательство «Dark Horse Comics» выпустило в качестве промоматериала комикс «Глаза революции» за авторством Уоррена Фу — эта четырнадцатистраничная часть сборника «Звёздные войны: Видения» была посвящена истории о том, как Гривус превратился в киборга. В новеллизации эпизода Майкл Стовер по просьбе Лукаса вставил несколько уточняющих образ Гривуса моментов. Так, в ходе Битвы над Корусантом, ситхи договариваются, что «когда всё закончится», они сделают генерала козлом отпущения; а потом, в сцене разговора Гривуса и Сидиуса уже после битвы, киборг задаёт собеседнику вопрос: «Почему Вы не позволили мне убить канцлера?». Этими добавлениями Стовер подчеркнул неосведомлённость и марионеточность Гривуса, несмотря на кажущуюся силу и важность.
Когда же «Lucasfilm» приступило в 2008 году к созданию новых «Войн клонов», то уже с первой серии Гривусу был дан сильный кашель и горбатость. Дейв Филони в серии «Логово Гривуса» (тоже первый сезон) в качестве объяснения этому факту, а также ошибкам с количеством пальцев на руках ввёл сцену, в которой Гривусу заменяют руки на новые и делают операцию, временно ослабившую кашель. Кроме того, на Филони накладывалось «ограничение» в виде диалога из «Мести ситхов», из которого следовало, что Гривус и Скайуокер не пересекались, и сценаристы были вынуждены на протяжении семи сезонов делать так, чтобы они близко не контактировали и не обменивались словами. Мэттью Вуд вернулся к озвучиванию персонажа, но теперь он, помимо кашля, по предложению Филони и сценариста Генри Гилроя придал Гривусу русский акцент.

## Оценка образа
Персонаж был в целом хорошо принят фанатами и критиками. Так, фраза Гривуса из «Мести ситхов» — «Ваши световые мечи станут прекрасным дополнением к моей коллекции» стала популярным Интернет-мемом в 2010-х годах, а по результатам опроса фанатов авторы журнала Star Wars Insider составили и опубликовали в выпуске за июль 2005 года список «20 самых запоминающихся моментов Расширенной Вселенной», в котором Гривус из премьерной для себя «Главы 20» «Войн клонов» занял позицию № 3. Как отметили авторы, «на зрителей произвела впечатление эпическая сцена боя насмерть между джедаями и их харизматичным противником, осмелившимся бросить вызов семи чувствительным к Силе противникам».
Искусствовед Тим Джонс из Художественной галереи Крайстчерча сравнил внешность персонажа со скульптурой сэра Джейкоба Эпстайна «Rock Drill».